# Sphaerotheciella sinensis
Sphaerotheciella sinensis är en bladmossart som beskrevs av P. Rao 2000. Sphaerotheciella sinensis ingår i släktet Sphaerotheciella och familjen Cryphaeaceae. Inga underarter finns listade i Catalogue of Life.